# Kim Gevaert
Kim Gevaert (Leuven, 5 augustus 1978) is een Belgische voormalige sprintster. Ze behaalde 27 Belgische titels en nam tweemaal deel aan de Olympische Spelen, waarbij ze eenmaal een gouden medaille veroverde.

## Biografie
Als kind deed Gevaert aan turnen en jazzdans, en speelde ze ook dwarsfluit. Later combineerde ze haar beginnend succes in de atletiek bij Vilvoorde AC met een universitaire studie in de logopedie aan de Katholieke Universiteit Leuven.

### Doorbraak
2002 was het jaar van de doorbraak voor Gevaert. In dat jaar werd ze Europees indoorkampioene op de 60 m. Enkele maanden later veroverde ze zowel op de 100 als de 200 m zilver op de Europese kampioenschappen in München.

### Met estafette in WK-finale
In 2003 won Gevaert de 200 m op de Memorial Van Damme. Tijdens de wereldkampioenschappen in Parijs haalde ze tweemaal de halve finale. Samen met Katleen De Caluwé, Élodie Ouédraogo en Audrey Rochtus werd Gevaert zesde in de finale van de 4 x 100 m estafette.

### Vice-wereldkampioene
Het olympisch jaar 2004 begon voorspoedig voor Gevaert. Tijdens het indoorseizoen scherpte ze al tweemaal haar eigen Belgische record op de 60 m aan tot 7,13. Tijdens een meeting in Birmingham op 20 februari klopte ze daarbij zelfs supersterren als Marion Jones en Zjanna Block. De kers op de taart kwam tijdens de wereldindoorkampioenschappen in Boedapest. Op de 60 m werd ze vice-wereldkampioene, opnieuw met een Belgisch record, 7,12. Alleen Gail Devers bleek te sterk.
De Olympische Spelen zelf waren voor Gevaert ook een succes. Op de 200 m bereikte Gevaert de finale, waarin ze zesde werd. Ze maakte ook deel uit van de 4 x 100 m-ploeg, die eveneens een zesde plaats behaalde.

### Onderscheidingen
Kim Gevaert sleepte tal van trofeeën en onderscheidingen in de wacht. Ze won voor de vierde opeenvolgende keer de Gouden Spike, werd tweede bij de verkiezing van de sportvrouw van het Jaar en won samen met de dames van de estafette de trofee voor sportploeg van 2004. Ook werd zij verkozen tot sportpersoonlijkheid van het jaar.

### Europees kampioene
Ook 2006 kende een goede start: op de WK indoor in Moskou won ze een bronzen medaille in opnieuw een Belgisch record op de 60 m, 7,11. Op 9 juli 2006 sneuvelden de Belgisch records op de 100 m (11,04) en op de 200 m (22,20) tijdens de Belgische kampioenschappen in Brussel. Op 9 augustus werd ze in Göteborg Europees kampioene op de 100 m in 11,06. Daarmee werd zij de eerste Belgische Europese kampioen sinds Karel Lismont in 1971. Twee dagen later zorgden zij en Tia Hellebaut voor de succesvolste vijf minuten in de Belgische atletiekgeschiedenis. Terwijl Hellebaut nog bezig was met haar ereronde na haar verrassende goud bij het hoogspringen, snelde Gevaert naar haar tweede Europese titel: zij won de 200 m in 22,68.
Begin 2007 verlengde Gevaert haar titel van Europees indoorkampioene op de 60 m in Birmingham. Ze verbeterde haar Belgische record op die afstand in de halve finale tot 7,10.

### Brons
Op de WK van Osaka in 2007 was er voor Gevaert opnieuw een hoofdrol weggelegd. Allereerst slaagde de Europese kampioene erin om op de derde dag van de WK tot de finale van de 100 m door te dringen. Hierin finishte zij als vijfde en beste Europese in 11,05, een honderdste boven haar eigen nationale record. Vervolgens nam zij deel aan de 200 m, waarin zij zich met 22,91 in haar serie en 22,96 in de kwartfinale voor de halve finales plaatste. Die liet ze echter aan zich voorbijgaan. Gevaert voelde zich niet honderd procent fit en wilde daarom krachten sparen voor het slotnummer, de 4 x 100 m estafette. Op 1 september 2007 behaalde ze daarop een bronzen medaille, de eerste ooit bij de vrouwen en de derde in totaal voor België op een WK. Ze bereikt dit na voorwerk van Olivia Borlée, Hanna Mariën en Élodie Ouédraogo en een eindsprint vanuit vijfde positie. Het viertal boekte een Belgische recordtijd van 42,75, nadat eerder op de dag de serie reeds was gewonnen in de eveneens nieuwe nationale recordtijd van 42,85.

### Het laatste jaar: 2008
Het jaar 2008 begon voor Gevaert onfortuinlijk. Na op 16 februari tijdens de Norwich Indoor Grand Prix in Birmingham een 60 m in 7,15 nipt te hebben verloren van winnares Angela Williams (ook 7,15), hield een zware griepaanval haar vijf dagen aan bed gekluisterd. Ze miste hierdoor de Belgische indoorkampioenschappen en kon pas op 25 februari de training hervatten. Een verre van ideale voorbereiding voor de WK indoor in Valencia, enkele weken later. Desondanks sloeg de Belgische sprintvedette zich kranig door series (7,31) en halve finale (7,18) heen. Maar drie wedstrijden op één dag bleken nog wat te veel van het goede en met 7,22 moest zij ditmaal in Angela Williams, Jeanette Kwakye en Tahesia Harrigan (alle drie beneden de 7,10) haar meerderen erkennen.
Intussen zette Kim Gevaert vraagtekens bij het vervolg van haar atletiekcarrière. Enerzijds overwoog ze om er aan het eind van 2008 mee te stoppen, anderzijds wilde zij dat wel doen met 'een goed gevoel'. "Ik wil stoppen met een goed gevoel bij wat ik gedaan heb en die beslissing zeker niet moeten nemen onder invloed van omstandigheden. Moest wetenschappelijk blijken dat er nog progressie mogelijk is zou dat één element zijn in de beslissing, maar niet het enige. Het mentale aspect is voor een atleet immers ook zeer belangrijk", aldus Gevaert.
Gevaert kondigde op 4 augustus 2008, bij haar aankomst voor de Olympische Spelen in Peking, aan dat het haar laatste zomerseizoen was. Misschien volgde er nog een winterseizoen, maar daarna zou ze stoppen.
Op 17 augustus 2008 haalde ze op de Spelen in Peking de halve finale van de 100 m, maar werd uitgeschakeld met een tijd van 11,30. Shelly-Ann Fraser veroverde het goud met een tijd van 10,78. Op 22 augustus slaagde ze er samen met Élodie Ouédraogo, Hanna Mariën en Olivia Borlée in om de zilveren medaille te veroveren op de 4 x 100 m estafette in de Belgische recordtijd van 42,54, een verbetering van het een jaar eerder door hetzelfde team gevestigde record met 24 honderdste seconde. Het goud ging naar de Russische ploeg, Nigeria behaalde brons. Acht jaar na dato werd het staal van de Russische atlete Joelia Tsjermosjanskaja positief bevonden, wat tot een diskwalificatie van de Russische ploeg leidde. Zo behaalden de vier Belgische meisjes alsnog een gouden olympische medaille.
Op 5 september 2008 nam Gevaert afscheid van haar atletiekloopbaan. Dat deed ze op de Memorial Van Damme in een uitverkocht Koning Boudewijnstadion, waar ze nog een allerlaatste keer de 100 m liep. Ze won de race met een tijd van 11,25. Achteraf werd ze uitgebreid geëerd, met onder andere een optreden van Clouseau.

### Familieleven
Kim Gevaert trouwde in 2010 in Steenokkerzeel met Djeke Mambo. Zij hebben samen twee zonen en twee dochters.

### Na haar carrière
Kim Gevaert studeerde af als master in de logopedie. Na haar afscheid uit de atletiekwereld werd ze in 2007 ambassadrice voor SOS Kinderdorpen.

## Kampioenschappen

### Internationale kampioenschappen
Outdoor
| Onderdeel | Titel                  | Jaar |
| --------- | ---------------------- | ---- |
| 4 x 100 m | Olympisch kampioene    | 2008 |
| 100 m     | Europees kampioene     | 2006 |
|           | Universitair kampioene | 1999 |
| 200 m     | Europees kampioene     | 2006 |

Indoor
| Onderdeel | Titel              | Jaar             |
| --------- | ------------------ | ---------------- |
| 60 m      | Europees kampioene | 2002, 2005, 2007 |

### Belgische kampioenschappen
Outdoor
| Onderdeel | Jaar                                                             |
| --------- | ---------------------------------------------------------------- |
| 100 m     | 1996, 1998, 1999, 2000, 2001, 2002, 2003, 2004, 2005, 2006, 2007 |
| 200 m     | 1995, 1996, 1997, 1998, 1999, 2001, 2004, 2005, 2006, 2007       |

Indoor
| Onderdeel | Jaar                               |
| --------- | ---------------------------------- |
| 60 m      | 1995, 1997, 2000, 2001, 2002, 2003 |

## Persoonlijke records
Outdoor
| Onderdeel | Prestatie       | Wind     | Datum       | Plaats  |
| --------- | --------------- | -------- | ----------- | ------- |
| 100 m     | 11,04 s (NR)    | +2,0 m/s | 9 juli 2006 | Brussel |
| 200 m     | 22,20 s (NR)    | +2,0 m/s | 9 juli 2006 | Brussel |
| 400 m     | 51,45 s (ex-NR) |          | 8 mei 2005  | Gent    |

Indoor
| Onderdeel | Prestatie      | Datum            | Plaats     |
| --------- | -------------- | ---------------- | ---------- |
| 60 m      | 7,10 s (ex-NR) | 2 maart 2007     | Birmingham |
| 200 m     | 23,66 s        | 11 februari 2000 | Gent       |

## Palmares

### 60 m
- 1997: 3e in reeks WK indoor - 7,47 s
- 2000: 6e EK indoor - 7,22 s
- 2002:  EK indoor - 7,16 s
- 2004:  WK indoor - 7,12 s
- 2005:  EK indoor - 7,16 s
- 2006:  WK indoor - 7,11 s
- 2007:  EK indoor - 7,12 s
- 2008: 4e WK indoor - 7,22 s

### 100 m
Kampioenschappen
- 1995: 5e EK U20 - 11,99 s
- 1995:  EJOF - 11,96 s
- 1996: ½ fin. WK U20 - 11,74 s
- 1998: 4e in reeks EK - 11,53 s
- 1999: 4e Universiade - 11,32 s
- 1999:  EK U23 - 11,39 s
- 1999: 8e in ¼ fin. WK - 11,54 s (in reeks 11,48 s)
- 2001: 4e in ¼ fin. WK - 11,56 s (in reeks 11,35 s)
- 2002:  EK - 11,22 s
- 2003: 5e in ½ fin. WK - 11,32 s (in ¼ fin. 11,23 s)
- 2004: 7e in ½ fin. OS - 11,40 s (in ¼ fin. 11,17 s)
- 2005: 7e in ½ fin. WK - 11,30 s (in ¼ fin. 11,25 s)
- 2006:  EK - 11,06 s
- 2006: 4e Wereldbeker - 11,24 s
- 2007: 5e WK - 11,05 s
- 2007: 4e Wereldatletiekfinale - 11,29 s
- 2008: 6e in ½ fin. OS - 11,30 s (in ¼ fin. 11,10 s)

Golden League-podiumplek
- 2008:  Memorial Van Damme – 11,25 s

### 200 m
Kampioenschappen
- 1996: 7e WK U20 - 23,88 s
- 1997: 5e EK U20 - 23,58 s
- 1998: 8e in ½ fin. EK - 23,74 s (in reeks 23,27 s)
- 1999:  Universiade - 23,10 s
- 1999: 5e EK U23 - 23,08 s
- 1999: 8e in ¼ fin. WK - 23,16 s
- 2001: 7e in ½ fin. WK - 23,29 s (in reeks 23,10 s)
- 2001:  Universiade - 22,94 s
- 2002:  EK - 22,53 s
- 2003: 5e in ½ fin. WK - 22,86 s
- 2004: 6e OS - 22,84 s
- 2005: 7e WK - 22,86 s
- 2006:  EK - 22,86 s
- 2006:  Wereldbeker - 22,72 s
- 2006: 7e Wereldatletiekfinale - 22,93 s
- 2007: ½ fin. Wereldatletiekfinale - 22,84 s

Golden League-podiumplekken
- 2003:  Memorial Van Damme – 22,72 s
- 2004:  Memorial Van Damme – 22,58 s
- 2005:  Memorial Van Damme – 22,99 s
- 2006:  Bislett Games – 22,58 s
- 2006:  Memorial Van Damme – 22,68 s
- 2007:  Memorial Van Damme – 22,75 s

### 4 x 100 m
- 1995: 5e EK U20 - 46,29
- 2001: 4e in reeks WK - 44,19 s (NR)
- 2002: 4e EK - 43,22 s
- 2003: 6e WK - 43,45 s
- 2004: 6e OS - 43,11 s
- 2005: 3e in reeks WK - 43,40 s
- 2007:  WK - 42,75 s (NR)
- 2008:  OS - 42,54 s (NR)

## Onderscheidingen
- 2001: Gouden Spike
- 2002: Vlaamse Reus
- 2002: Vlaams Sportjuweel
- 2002: Gouden Spike
- 2002: derde bij Sportvrouw van het Jaar
- 28 maart 2002: Ereburger van Kampenhout
- 2003: Gouden Spike
- 2004: Vlaamse Reus
- 2004: Sportpersoonlijkheid van het jaar, Gouden Spike, Sportploeg van het jaar, 2e Sportvrouw van het jaar.
- 2005: Gouden Spike, Gouden Erepenning van het Vlaams Parlement
- 2006: Nationale trofee voor sportverdienste samen met Tia Hellebaut, Zilveren Spike
- 2007: Vlaamse Reus
- 2007: Sportploeg van het jaar, Vlaams Sportjuweel (beiden met estafetteploeg) en Gouden Spike
- 2007: Nationale trofee voor sportverdienste voor haar 4 x 100 m-prestatie op het WK in Osaka
- 2008: Sportploeg van het jaar (met estafetteploeg)
- 2009: Grootkruis in de Kroonorde

1928: Rosenfeld, Smith, Bell, Cook ·
1932: Carew, Furtsch, Rogers, Von Bremen ·
1936: Bland, Rogers, Robinson, Stephens ·
1948: Stad-de Jong, Witziers-Timmer, van der Kade-Koudijs, Blankers-Koen ·
1952: Faggs, Jones, Moreau, Hardy ·
1956: Strickland, Croker, Mellor, Cuthbert ·
1960: Hudson, Williams, Jones, Rudolph ·
1964: Ciepły, Kirszenstein, Górecka, Kłobukowska ·
1968: Ferrell, Bailes, Netter, Tyus ·
1972: Krause, Mickler-Becker, Richter, Rosendahl ·
1976: Oelsner, Stecher, Bodendorf, Eckert ·
1980: Müller, Wöckel, Auerswald, Göhr ·
1984: Brown, Bolden, Cheeseborough, Ashford ·
1988: Brown, Echols, Griffith-Joyner, Ashford ·
1992: Ashford, Jones, Guidry, Torrence ·
1996: Devers, Miller, Gaines, Torrence ·
2000: Fynes, Sturrup, Davis, Ferguson ·
2004: Lawrence, Simpson, Bailey, Campbell ·
2008: Borlée, Mariën, Ouédraogo, Gevaert ·
2012: Madison, Felix, Knight, Jeter ·
2016: Madison, Felix, Gardner, Bowie ·
2020: Williams, Thompson-Herah, Fraser-Pryce, Jackson ·
2024: Jefferson, Terry, Thomas, Richardson
1982 Annie Lambrechts · 1983 Eddy Annys · 1984 Ingrid Berghmans · 1985 niet uitgereikt · 1986 William Van Dijck · 1987 Wim Van Belleghem · 1988 Robert Van de Walle · 1989 niet uitgereikt · 1990 Ulla Werbrouck · 1991 Sabine Appelmans · 1992 Annelies Bredael · 1993 Gella Vandecaveye · 1994 Brigitte Becue · 1995 Fred Deburghgraeve · 1996 Luc Van Lierde · 1997 Stefan Everts · 1998 Sven Nys · 1999 Marleen Renders · 2000 Filip Meirhaeghe · 2001 Kim Clijsters · 2002 Kim Gevaert · 2003 Benny Vansteelant · 2004 Gino De Keersmaeker · 2005 Kathleen Smet · 2006 Tia Hellebaut · 2007 estafetteploeg 4x100m dames · 2008 Kenny De Ketele · 2009 Tom Goegebuer · 2010 Cédric Van Branteghem · 2011 Evi Van Acker · 2012 Hans Van Alphen and Marieke Vervoort · 2013 Frederik Van Lierde · 2014 Bart Swings · 2015 Jaouad Achab · 2016 Peter Genyn · 2017 Seppe Smits · 2018 Nina Derwael · 2019 Emma Meesseman · 2020 niet uitgereikt · 2021 Belgische hockeyploeg (mannen) · 2022 Remco Evenepoel  · 2023 Lotte Kopecky
1928 Louis Crooy en Victor Groenen · 1929 Georges Ronsse · 1930 Hyacinthe Roosen · 1931 René Milhoux en Jules Tacheny · 1933 Jef Scherens · 1934 Union Sint-Gillis · 1935 Arnold de Looz-Corswarem · 1936 Ernest Demuyter · 1937 Joseph Mostert · 1938 Hubert Carton de Wiart · 1939 Henry de Menten de Horne · 1940 Fernande Caroen · 1941 Jan Guilini · 1942 Pol Braekman · 1943 Albert de Ligne · 1944 niet toegekend · 1945 vliegend personeel van de Belgische sectie van de Royal Air Force · 1946 Gaston Reiff · 1947 Micheline Lannoy en Pierre Baugniet · 1948 Etienne Gailly · 1949 Feru Moulin · 1950 Briek Schotte · 1951 Johny Claes en Jacques Ickx · 1952 André Noyelle · 1953 bemanning van het jacht Omoo (zeilsport) · 1954 Adolf Verschueren · 1955 Roger Moens · 1956 Gilberte Thirion · 1957 Jacky Brichant en Philippe Washer · 1958 René Baeten · 1959 Belgische hockeyploeg bij de mannen · 1960 Flory Van Donck · 1961 Rik Van Looy · 1962 Gaston Roelants · 1963 Aureel Vandendriessche · 1964 Joël Robert · 1965 Eerste Jachtwing van de Belgische Luchtmacht · 1966 Raymond Ceulemans · 1967 Ferdinand Bracke en Eddy Merckx · 1968 Jacky Ickx · 1969 Serge Reding · 1970 Freddy Herbrand · 1971 Miel Puttemans · 1972 Karel Lismont · 1973 Roger De Coster · 1974 Paul Van Himst · 1975 Jean-Pierre Burny · 1976 Ivo Van Damme · 1977 Gaston Rahier · 1978 RSC Anderlecht · 1979 Robert Van de Walle · 1980 Belgische voetbalploeg bij de mannen · 1981 Annie Lambrechts · 1982 Ingrid Berghmans · 1983 Eddy Annys · 1984 André Malherbe · 1985 niet toegekend · 1986 William Van Dijck · 1987 Ingrid Lempereur · 1988 Eric Geboers · 1989 Michel Preud'homme · 1990 Jan Ceulemans · 1991 Jean-Michel Saive · 1992 Annelies Bredael · 1993 Vincent Rousseau · 1994 Brigitte Becue · 1995 Frédérik Deburghgraeve · 1996 Johan Museeuw · 1997 Luc Van Lierde · 1998 Ulla Werbrouck · 1999 Gella Vandecaveye · 2000 Joël Smets · 2001 Kim Clijsters en Justine Henin · 2002 Marc Wilmots · 2003 Stefan Everts · 2004 Axel Merckx · 2005 Tom Boonen · 2006 Kim Gevaert en Tia Hellebaut · 2007 4x100m-estafetteploeg voor vrouwen · 2008 niet toegekend · 2009 Philippe Gilbert · 2010 Philippe Le Jeune · 2011 Kevin Borlée · 2012 Evi Van Acker · 2013 Frederik Van Lierde · 2014 Daniel Van Buyten · 2015 4x400m-estafetteploeg voor mannen · 2016 Nafissatou Thiam · 2017 David Goffin · 2018 Nina Derwael · 2019 Belgische hockeyploeg bij de mannen · 2020 Wout van Aert · 2021 Bashir Abdi · 2022 Remco Evenepoel · 2023 Bart Swings · 2024 Lotte Kopecky
1992 Sabine Appelmans · 1993 Gella Vandecaveye · 1994 Frédérik Deburghgraeve · 1995 Johan Museeuw · 1996 Luc Van Lierde · 1997 Luc Van Lierde · 1998 Frédérik Deburghgraeve · 1999 Luc Van Lierde · 2000 Kim Clijsters · 2001 Kim Clijsters · 2002 Kim Gevaert · 2003 Marc Herremans · 2004 Kim Gevaert · 2005 Tom Boonen · 2006 Tia Hellebaut · 2007 Kim Gevaert · 2008 Tia Hellebaut · 2009 Niels Albert · 2010 Kim Clijsters · 2011 Thomas Van Der Plaetsen · 2012 Evi Van Acker · 2013 Frederik Van Lierde · 2014 Delfine Persoon · 2015 Marieke Vervoort · 2016 Greg Van Avermaet · 2017 Nina Derwael · 2018 Nina Derwael · 2019 Emma Meesseman · 2020 Wout van Aert · 2021 Bashir Abdi en Peter Genyn · 2022 Remco Evenepoel · 2023 Patrick Lefevere · 2024 Jan Vertonghen
- World Athletics: 14270370
- International Standard Name Identifier: 0000 0003 6883 133X
- Nederlandse Thesaurus van Auteursnamen: 315869852
- Virtual International Authority File: 284735749
- WorldCat: E39PBJxRyXhjG488K4kqrykbh3